# Квитневое (Львовская область)
Квитневое (укр. Квітневе) — село в Бобрской городской общине Львовского района Львовской области Украины.
Население по переписи 2001 года составляло 419 человек. Занимает площадь 1,469 км². Почтовый индекс — 81712. Телефонный код — 3239.